# Jardim Celeste (Butantã)

O Jardim Celeste é um bairro situado na zona oeste da cidade de São Paulo, Brasil.  Forma parte do distrito da cidade conhecido como Vila Sônia e Butantã. Administrada pela Subprefeitura do Butantã.
No Bairro existe a Cemei Professora Leila Gallacci Metzker ,EMEI Coronel João Negrao, Emef Tarsila do Amaral e Clube Escola Mário Moraes. Sua principal via é a Rua Edvard Carmilo que liga a Avenida Pirajussara aos bairros da região. O Bairro tem 27 Logradouros segundo os Correios do Brasil. O Bairro faz limite com o município de Taboão da Serra.
O bairro foi construído pelo Armando de Moura Bittencourt, casado com Ophelia Ada Bittencourt. Armando queria ter adquirido uma fazenda na região do Morumbi nos anos de 1950.  Entretanto seus outros dois sócios preferiam que ele investisse na região do Butantã. Armando não gostou da ideia, mas os seus sócios para convence-lo propuseram que caso ele topasse a compra e loteamento do novo bairro, poderia colocar o nome de sua filha como o nome do bairro. Sua filha se chama Maria de Lourdes Celeste. 